# Cladodromia nitida
Cladodromia nitida är en tvåvingeart som beskrevs av Collin 1933. Cladodromia nitida ingår i släktet Cladodromia och familjen dansflugor. Inga underarter finns listade i Catalogue of Life.